# Солдајни-Буке (Фиренца)
Солдајни-Буке је насеље у Италији у округу Фиренца, региону Тоскана.
Према процени из 2011. у насељу је живело 166 становника. Насеље се налази на надморској висини од 27 м.